# 패리티 비트
| 7 비트 데이터 | 패리티 포함 8 비트 | 패리티 포함 8 비트 |
| 7 비트 데이터 | 짝수               | 홀수               |
| ------------- | ------------------ | ------------------ |
| 0000000 (0)   | 00000000           | 10000000           |
| 1010001 (3)   | 11010001           | 01010001           |
| 1101001 (4)   | 01101001           | 11101001           |
| 1111111 (7)   | 11111111           | 01111111           |

패리티 비트(Parity bit)는 정보의 전달 과정에서 오류가 생겼는지를 검사하기 위해 추가된 비트이다. 문자열 내 1비트의 모든 숫자가 짝수 또는 홀수인지를 보증하기 위해 전송하고자 하는 데이터의 각 문자에 1 비트를 더하여 전송하는 방법으로 2가지 종류의 패리티 비트(홀수, 짝수)가 있다. 패리티 비트는 오류 검출 부호에서 가장 간단한 형태로 쓰인다.
- 짝수(even) 패리티는 전체 비트에서 1의 개수가 짝수가 되도록 패리티 비트를 정하는 것인데, 이를테면 데이터 비트에서 1의 개수가 홀수이면 패리티 비트를 1로 정한다.
- 홀수(odd) 패리티는 전체 비트에서 1의 개수가 홀수가 되도록 패리티 비트를 정하는 방법이다.

7비트의 0010110라는 데이터에서 짝수 패리티가 되게 하기 위해서는 1의 패리티 비트를 붙여 10010110로 한다. 또 같은 데이터에 대해 홀수 패리티 비트가 되게 하려면 0의 패리티 비트를 붙인다. 이렇게 패리티 비트를 정하여 데이터를 보내면 받는 쪽에서는 수신된 데이터의 전체 비트를 계산하여 패리티 비트를 다시 계산함으로써 데이터 오류 발생 여부를 알 수 있다. 그러나 패리티 비트는 오류 발생 여부만 알 수 있지 오류를 수정할 수는 없다.

## 같이 보기
- 오류 검출 정정